# 드로이다 유나이티드 FC
드로이다 유나이티드 FC(아일랜드어: Cumann Peile Dhroichead Átha Aontaithe)는 아일랜드의 축구 클럽으로 FAI 프리미어디비전에서 활동하고 있다. 아일랜드 동부 해안에 있는 드로이다에 연고지를 두고 있다. 1976년부터 유나이티드 파크를 홈구장으로 사용하고 있는데, 이전에는 로데스 경기장을 사용했었다. 클럽은 2010년까지 10,000명 수용 규모의 전좌석 경기장으로 이전할 계획이다.
1919년에 창단한 드로이다 유나이티드와 1962년에 창단된 드로이다 FC가 1975년에 합병하여 현재의 드로이다 유나이티드가 되었다.
드로이다 유나이티드는 2007시즌 리그 우승 팀 자격으로 UEFA 챔피언스리그 2008-09에 진출했다. 또한 UEFA컵에 세번 (1983-84, 2006-07, 2007-08) 진출하였다.

## 역대 성적
- FAI 프리미어디비전 우승

우승 (1): 2007
- FAI 프리미어디비전 준우승

우승 (1): 1982-83
- FAI 1부 디비전 우승

우승 (4): 1988-89, 1990-91, 1998-99, 2001-02
- FAI 1부 디비전 준우승

우승 (2): 1994-95, 1996-97
- FAI 컵 우승

우승 (2): 2005, 2024
- FAI 컵 준우승

우승 (2): 1971, 1976
- FAI 리그컵 우승

우승 (1): 1983-84

## 선수 명단

### 현역
참고: FIFA 자격 규정에 따라 소속된 국가대표팀 국기를 표시합니다. 선수는 복수의 FIFA 비회원국 국적을 가지고 있을 수 있습니다.
| 번호 | 포지션 | 국적     | 이름                   |
| ---- | ------ | -------- | ---------------------- |
| 2    | DF     | 잉글랜드 | 게리 디건              |
| 9    | FW     | 웨일스   | 조쉬 토마스            |
| 10   | FW     | 잉글랜드 | 더글러스 제임스 테일러 |
| 15   | DF     | 잉글랜드 | 조지 쿠퍼              |

| 번호 | 포지션 | 국적 | 이름 |
| ---- | ------ | ---- | ---- |